# 沃赫馬

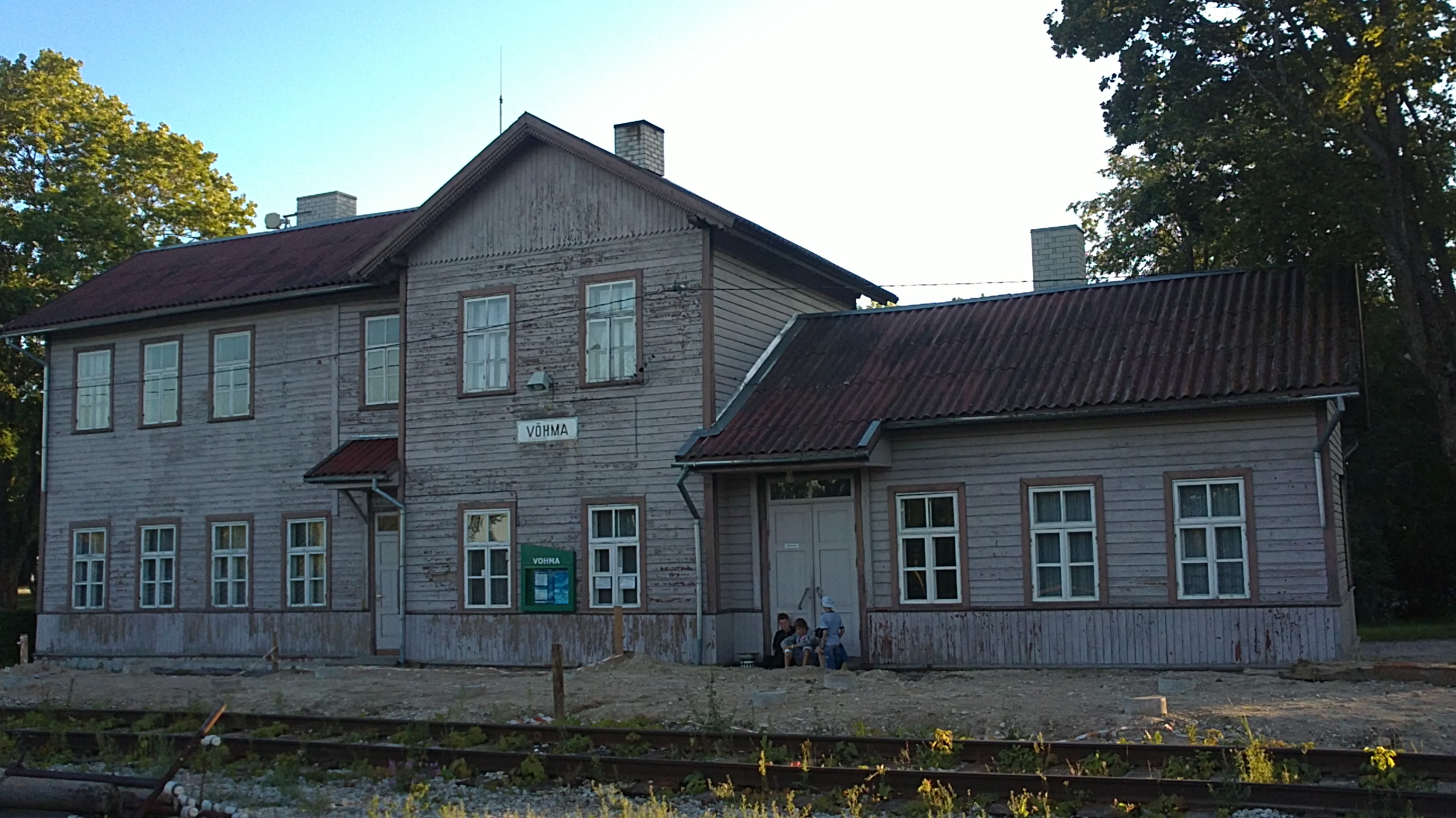
沃赫马火车站

沃赫馬是愛沙尼亞維爾揚迪縣北萨卡拉市镇的非独立市，位於該國中部，始建於16世紀，海拔高度53米，面積1.93平方公里，市里的居民主要從事服務業，2010年人口1,411。
沃赫马曾是一个独立的市镇。2017年爱沙尼亚行政改革后，沃赫马与其他市镇合并为新的北萨卡拉市镇。